# Inu ni Nattara Suki na Hito ni Hirowareta.
Inu ni Nattara Suki na Hito ni Hirowareta. (犬になったら好きな人に拾われた。?  lit. Después de convertirme en un perro, la persona que me gusta me recogió.), también conocida como My Life as Inukai-san's Dog en inglés, es una serie de manga web japonesa escrita e ilustrada por Itsutsuse. Se serializó en el sitio web Magazine Pocket de Kōdansha desde agosto de 2020 hasta marzo de 2022; también comenzó a publicarse en Shōnen Magazine R en septiembre de ese mismo año. Se trasladó de Magazine Pocket a los sitios web Suiyōbi no Sirius y YanMaga en marzo de 2022. Una adaptación de la serie a anime producido por el estudio Quad se estrenó el 7 de enero de 2023.

## Argumento
La historia sigue al protagonista que un día luego de haber comido chocolate por San Valentín, se transforma en un perro, el cual es adoptado por su hermosa y genial compañera de clase Karen Inukai, quien le pone el nombre de «Pochita». Mientras que Karen es tranquila e inexpresiva en la escuela, en casa adora a su perro mascota. Más adelante, «Pochita» es capaz de volver a ser humano y viceversa y no tarda en descubrir que todo esto es parte de un experimento.

## Personajes
Pochita (ポチ太 Pochita?)
 Seiyū: Shūichirō Umeda
El protagonista principal. Un chico de secundaria que de repente se encuentra convertido en un perro. Es acogido por su compañera de clase Karen Inukai, de quien está enamorado y vive con ella como su mascota. Aunque desea volver a ser humano lo antes posible, no pudo resistir el encanto de vivir su vida como el perro de Inukai. Más adelante, Pochita descubre que la razón por la que se transformó en perro fue por unos chocolates que le regaló Inari Sakihira, una chica científica que conoció en el día de San Valentín, que pretende usarlo a él y Karen en un experimento. Pochita es capaz de volver a ser humano con solo besar a cualquier chica y viceversa. 
Karen Inukai (犬飼 加恋 Inukai Karen?)
 Seiyū: Saya Aizawa
Una chica que adoptó a «Pochita» tras encontrarlo en una tarde lluviosa. Aunque suele ser fría e inexpresiva, es una amante de los perros y le gusta tener contacto físico con Pochita, usando sus manos. En el pasado tuvo otro perro llamado también Pochita el cual tras fallecer, hizo que Karen se vuelva tranquila e inexpresiva ante todos. Ella no sabe de que Pochita es realmente un compañero suyo, a quien lo llama "maestro" por su habilidad de tranquilizar a los perros. Se revela que cuando era niña, Karen amaba mucho a su anterior Pochita, más que una mascota, lo que ocasionó que muchas personas dejaran de juntarse con ella.
Mike Nekotani (猫谷ミケ Nekotani Mike?)
 Seiyū: Mayu Sagara
Compañera de clases de Karen y su amiga de la infancia. No le gustan los perros y le tiene miedo a Pochita. Tras enterarse de que «Pochita» es un compañero suyo y de Karen, lo ayuda a lidiar su vida como humano y animal, a la vez que trata de descubrir las verdaderas intenciones del experimento de Inari. A medida que avanza la historia, Nekotani comienza a desarrollar sentimientos hacia Pochita, a tal punto de que se pone "celosa" cuando Pochita mira a otra chica de manera lasciva.
Usagi Tsukishiro (猫谷ミケ Tsukishiro Usagi?)
 Seiyū: Yurie Kozakai
Amiga de Pochita, a quien se refiere como "senpai". Ha estado enamorada de él y al saber que ha "desaparecido", viene a su casa a diario a ordenar su habitación.
Inari Sakihira (咲平稲荷 Sakihira Inari?)
 Seiyū: Yuka Iguchi
Una estudiante que tiene obsesión por la ciencia. Engañó a «Pochita» entregándole chocolates en San Valentín diciendo que eran de parte de Inukai para convertirlo en perro, con la ayuda de sus amigas Uno y Sano. Ella le explica que todo esto es parte de un experimento entre Pochita y Karen, advirtiéndole de que si le revela la razón del experimento, acabaría odiando a Karen. Además, revela que ha colocado cámaras de seguridad en la casa de Karen para seguir los movimientos de ella y Pochita. Inari es capaz de modificar su cuerpo, ya sea aumentando su busto o volverse una adulta. Durante una nueva confrontación con Pochita y Nekotani durante un viaje escolar, Inari admite que el experimento era para exponer ante Karen que Pochita es humano y provocarle un trauma, con lo cual Karen curaría su "amor" hacia los perros. Al final, Inari y Uno deciden poner fin al experimento, al darse cuenta de que los sentimientos de Karen son tan fuertes como los de ellas. 
Uno (宇野 Uno?)
Amiga de Inari. Ella y Sano ayudan a Inari en el experimento de Pochita y Karen. Odia a Pochita por ser pervertido y por haberle orinado encima. A pesar de ello, ella estaba dispuesta a revelar la verdad del experimento, solo para que Sano le borrara la memoria. Después de que Pochita expusiera la verdad del experimento, Uno e Inari ponen fin al experimento. Además, Uno se vuelve más amigable con Pochita.
Sano (佐野 Sano?)
Otra amiga de Inari quien ayudó en el experimento de Pochita y Karen. A pesar de ser inicialmente amable y alegre con Pochita, se revela que Sano posee una personalidad psicópata. Su trabajo es impedir que Pochita se entere de la verdad detrás del experimento. Ella es la creadora de la poción "Garam Masala" la cual hace que una persona pierda la memoria a corto plazo. Después de que Inari y Uno decidieran poner fin al experimento, Sano no estaba de acuerdo en eso y expuso la verdadera personalidad de Karen ante todos sus compañeros usando las grabaciones de las cámaras de seguridad para ocasionarle un trauma a Karen. Después de ver a Karen siendo aceptada como tal por sus compañeros, Sano se disculpa ante Pochita.

## Contenido de la obra

### Manga
Inu ni Nattara Suki na Hito ni Hirowareta es escrito e ilustrado por Itsutsuse, comenzó a publicarse en el sitio web Magazine Pocket de Kōdansha el 2 de agosto de 2020. También comenzó a publicarse en Shōnen Magazine R el 20 de septiembre del mismo año. El manga dejó de publicarse en Magazine Pocket el 17 de marzo de 2022 y, en cambio, se comenzó a publicar en los sitios web Suiyōbi no Sirius y YanMaga, además de Shōnen Magazine R. Kōdansha ha recopilado sus capítulos en volúmenes tankōbon individuales. El primer volumen se lanzó el 9 de noviembre de 2020, y hasta el momento se han lanzado siete volúmenes.
| Volúmenes de manga publicados | Volúmenes de manga publicados | Volúmenes de manga publicados |
| Número                        | Fecha de publicación          | ISBN                          |
| ----------------------------- | ----------------------------- | ----------------------------- |
| 1                             | 9 de noviembre de 2020        | ISBN 978-4-06-521493-0        |
| 2                             | 9 de marzo de 2021            | ISBN 978-4-06-522734-3        |
| 3                             | 8 de julio de 2021            | ISBN 978-4-06-524164-6        |
| 4                             | 17 de noviembre de 2021       | ISBN 978-4-06-525904-7        |
| 5                             | 17 de marzo de 2022           | ISBN 978-4-06-527304-3        |
| 6                             | 17 de agosto de 2022          | ISBN 978-4-06-528878-8        |
| 7                             | 16 de noviembre de 2022       | ISBN 978-4-06-529976-0        |

### Anime
En marzo de 2022, se anunció que el manga recibirá una adaptación a anime. Se estrenará en 2023. Será producido por el estudio Quad y dirigido por Takashi Andō, con Hisashi Saito como director visual, Kazuaki Morita diseñando los personajes y como director de animación en jefe, y Tatsuya Kikuchi componiendo la música. Se estrenará el 7 de enero de 2023 en Tokyo MX y BS11. El tema de apertura es «Gyakyū☆Fuwaku☆Fraction» (逆境☆不惑☆フラクション?). Sentai Filmworks obtuvo la licencia de la serie fuera de Asia.